# Damaskin (Maluta)
Damaskin, imię świeckie Dionizy Makarowicz Maluta (ur. 1880 w Tulczynie, powiat bracławski, gubernia podolska, zm. po 1944 w Omsku) – ukraiński biskup prawosławny, kolejno duchowny Polskiego Autokefalicznego Kościoła Prawosławnego i Rosyjskiego Kościoła Prawosławnego.

## Życiorys
Urodził się w 1880 r. w miejscowości Tulczyno gminy Klebanskiej powiatu Bracławskiego guberni Podolskiej w chłopskiej rodzinie.
Wykształcenie teologiczne uzyskał w niższej szkole duchownej w Żytomierzu. Ukończył następnie Studium Teologii Prawosławnej Uniwersytetu Warszawskiego.
W latach 1920–1931 był namiestnikiem ławry Poczajowskiej. Równocześnie pełnił funkcję dziekana wszystkich klasztorów w diecezji wołyńskiej. W czasie rewindykacji cerkwi prawosławnych w II Rzeczypospolitej bronił przynależności monasteru do prawosławnych. Od 1923 nadzorował także funkcjonowanie monasteru św. Onufrego w Jabłecznej.
20 sierpnia 1940 przyjął chirotonię biskupią z rąk metropolity moskiewskiego i kołomieńskiego Sergiusza i innych hierarchów. Został biskupem żytomierskim w jurysdykcji podległego Patriarchatowi Moskiewskiemu Ukraińskiego Autonomicznego Kościoła Prawosławnego. W 1941 przeniesiony na katedrę czerniowiecką i chocimską. W 1943 został biskupem kamieniecko-podolskim, łączył te obowiązki z zadaniami locum tenens eparchii krzemienieckiej. Po wycofaniu się wojsk hitlerowskich z ziem ukraińskich w 1944 i wkroczeniu Armii Czerwonej został aresztowany i zmarł w łagrze w Omsku.